# Przestrzeń funkcyjna
Przestrzeń funkcyjna – zbiór funkcji ze zbioru {\displaystyle X} w zbiór {\displaystyle Y,} z odpowiednio zdefiniowaną strukturą, która tworzy z niego przestrzeń (np. przestrzeń topologiczną, przestrzeń liniową czy przestrzeń liniowo-topologiczną). Przestrzenie funkcyjne są przestrzeniami nieskończenie wymiarowymi. Przestrzeni funkcyjnej można nadać dodatkowe, subtelniejsze struktury, np. wprowadzając definicje odległości (metryki), normy, iloczynu skalarnego, przekształcające je odpowiednio w przestrzenie funkcyjne metryczne, unormowane i unitarne, analogiczne do przestrzeni metrycznych, unormowanych i unitarnych skończonego wymiaru.
Definiowaniem przestrzeni funkcyjnych i ich strukturami zajmuje się analiza funkcjonalna.

## Definicja przestrzeni funkcyjnej liniowej
Niech {\displaystyle V} będzie przestrzenią liniową nad ciałem {\displaystyle F,} zaś {\displaystyle X} – pewnym zbiorem. Rozważmy zbiór funkcji {\displaystyle \{f\colon X\to V\}} wówczas przestrzenią funkcyjną liniową nad ciałem {\displaystyle F} nazywamy uporządkowaną czwórkę {\displaystyle (\{f\colon X\to V\},F,+,\cdot )} gdzie działania dodawania funkcji oraz mnożenia funkcji przez skalar definiujemy następująco:
(1.1) Sumą funkcji {\displaystyle f,g\colon X\to V} nazywa się funkcję {\displaystyle h\colon X\to V} taką, że dla dowolnych {\displaystyle x\in X} spełniona jest zależność
{\displaystyle h(x)=f(x)+g(x).}
Wtedy pisze się {\displaystyle h=f+g}
(1.2) Iloczynem funkcji {\displaystyle f\colon X\to V} przez skalar {\displaystyle c\in F} nazywa się funkcję {\displaystyle h\colon X\to V} taką, że dla dowolnych {\displaystyle x\in X} spełniona jest zależność
{\displaystyle h(x)=c\cdot f(x).}
Wtedy pisze się {\displaystyle h=c\cdot f.}
Funkcje należące do przestrzeni liniowej nazywa się wektorami.

## Liniowa niezależność funkcji. Baza
(2.1) Funkcje {\displaystyle f_{1},f_{2},\dots ,f_{n}} nazywa się liniowo niezależnymi jeżeli żadnej z tych funkcji nie da się przedstawić w postaci kombinacji liniowej pozostałych funkcji.
(2.2) Bazą przestrzeni funkcyjnej nazywa się zbiór liniowo niezależnych funkcji danej przestrzeni.
Baza przestrzeni funkcyjnych ma nieskończenie wiele elementów.

## Przykład: Przestrzeń funkcyjna liniowa, unormowana
(3.1) Zbiór {\displaystyle C[0,1]} wszystkich funkcji ciągłych na odcinku domkniętym {\displaystyle [0,1]} nad ciałem liczb rzeczywistych {\displaystyle \mathbb {R} } tworzy przestrzeń funkcyjną liniową z działaniami dodawania funkcji (1.1) oraz mnożenia funkcji przez skalar (1.2).
(3.2) Jako bazę przestrzeni można wybrać np. funkcje potęgowe określone na zbiorze {\displaystyle [0,1],} tj. {\displaystyle f_{n}\colon [0,1]\to \mathbb {R} ,f_{n}(x)=x^{n},\;n\in \mathbb {N} .}
(3.3) Funkcje te są liniowo niezależne, a każdą funkcję ciągłą można wyrazić za ich pomocą, np. funkcja wykładnicza wyraża się za pomocą funkcji potęgowych wzorem
{\displaystyle \mathrm {e} ^{x}=\sum _{n=0}^{\infty }{\frac {x^{n}}{n!}}.}
(3.4) W przestrzeni tej można zdefiniować normę funkcji wzorem
{\displaystyle \|f\|:=\sup _{x\in [a,b]}{\big |}f(x){\big |},}
co oznacza, że „wielkość” funkcji jest równa największej jej wartości, jaką ma na odcinku {\displaystyle [a,b].}
Wprowadzenie normy tworzy z przestrzeni funkcyjnej przestrzeń unormowaną. Przestrzeń ta należy do ogólniejszej klasy przestrzeni Banacha, dlatego jej ogólne własności są określone przez teorię przestrzeni Banacha.
(3.5) Odległość w przestrzeni jest w naturalny sposób zdefiniowana przez normę
{\displaystyle \|f-g\|:=\sup _{x\in [a,b]}{\big |}f(x)-g(x){\big |}.}
(3.6) Można zdefiniować w tej przestrzeni iloczyn skalarny np. za pomocą całki
{\displaystyle \langle f|g\rangle =\int _{0}^{1}f(x)^{-1}\cdot g(x)\,\,dx.}
Iloczyn skalarny pozwala określić ortogonalność funkcji w przestrzeni: funkcje {\displaystyle f_{n},f_{m}} są ortogonalne, jeżeli {\displaystyle n\neq m,} gdyż
{\displaystyle \langle f_{n}|f_{m}\rangle =\int _{0}^{1}f_{n}(x)^{-1}\cdot f_{m}(x)\,\,dx=\int _{0}^{1}x^{m-n}(x)\,\,dx,}
skąd
{\displaystyle \langle f_{n}|f_{n}\rangle =\int _{0}^{1}x^{0}(x)\,\,dx=\int _{0}^{1}1\,\,dx=1}
oraz
{\displaystyle \langle f_{n}|f_{m}\rangle ={\frac {1}{m-n+1}}x^{m-n+1}{\Big |}_{0}^{1}={\frac {1}{m-n+1}}(1^{m-n+1}-0^{m-n+1}),}
pod warunkiem, że przyjmie się {\displaystyle 0^{0}=1} (patrz: Potęgowanie). Taka definicja jest jednak niejednoznaczna dla wszystkich funkcji. Bardziej precyzyjne zdefiniowanie iloczynu skalarnego prowadzi do pojęcia przestrzeni Hilberta.

## Przestrzenie funkcyjne w różnych działach matematyki
Przestrzenie funkcyjne pojawiają się w różnych działach matematyki:
- W teorii mnogości zbiór {\displaystyle Y^{X}} funkcji zbioru {\displaystyle X} w {\displaystyle Y} oznacza się także niekiedy symbolem {\displaystyle X\to Y.}
- Jako przypadek szczególny, zbiór potęgowy {\displaystyle {\mathcal {P}}(X)} zbioru {\displaystyle X} może być utożamiany ze zbiorem funkcji ze zbioru {\displaystyle X} w {\displaystyle \{0,1\};} z tego powodu oznacza się też go symbolem {\displaystyle 2^{X}.}
- Zbiór bijekcji z {\displaystyle X} w {\displaystyle Y} bywa oznaczany {\displaystyle X\leftrightarrow Y.} Istnieje także notacja silni {\displaystyle X!} oznaczająca permutacje zbioru {\displaystyle X.}
- W algebrze liniowej zbiór wszystkich przekształceń liniowych z przestrzeni liniowej {\displaystyle V} w inną przestrzeń liniową {\displaystyle W} nad tym samym ciałem sam jest przestrzenią liniową.
- W analizie funkcjonalnej to samo obserwuje się dla ciągłych przekształceń liniowych, biorąc pod uwagę topologie na przestrzeniach liniowych z powyższego przykładu, jak również wiele innych ważnych przykładów obejmuje przestrzenie funkcyjne wyposażone w topologie; najbardziej znanymi przykładami są m.in. przestrzenie Hilberta i przestrzenie Banacha.
- W analizie funkcjonalnej zbiór wszystkich funkcji ze zbioru liczb naturalnych w pewien zbiór {\displaystyle X} nazywa się przestrzenią ciągową; składa się ona ze zbioru wszystkich możliwych ciągów elementów zbioru {\displaystyle X.}
- W topologii można próbować ustalić topologię na przestrzeni funkcji ciągłych z przestrzeni topologicznej {\displaystyle X} w inną przestrzeń topologiczną {\displaystyle Y,} których przydatność zależy od natury tych przestrzeni. Powszechnie używanym przykładem jest topologia zwarto-otwarta, np. przestrzeń pętli. Innym jest topologia produktowa określona na przestrzeni funkcji (niekoniecznie ciągłych) {\displaystyle Y^{X}.} W tym kontekście topologię tę nazywa się także topologią zbieżności punktowej.
- W topologii algebraicznej teoria homotopii zajmuje się w istocie badaniem dyskretnych niezmienników przestrzeni funkcyjnych.
- W teorii procesów stochastycznych podstawowym problemem technicznym jest skonstruowanie miary probabilistycznej na przestrzeni funkcyjnej ścieżek procesu (funkcje czasu).
- W teorii kategorii przestrzeń funkcyjną nazywa się obiektem wykładniczym bądź eksponentem. Z jednej strony pojawia się on jako reprezentacja bifunktora kanonicznego, ale jako (pojedynczy) funktor typu {\displaystyle [X,\cdot ]} jawi się on jako funktor dołączony do funktora typu {\displaystyle (\cdot \times X)} na obiektach.
- w programowaniu funkcyjnym i rachunku lambda wykorzystuje się typy przestrzeni funkcyjnych do wyrażenia idei funkcji wyższego rzędu.
- w teoria dziedzin poszukuje się przede wszystkim konstrukcji opartych na częściowych porządkach, które mogłyby modelować rachunek lambda poprzez uzyskanie porządnej kartezjańsko domkniętej kategorii.